# Allium ampeloprasum
Allium ampeloprasum là một loài thực vật có hoa trong họ Amaryllidaceae. Loài này được L. mô tả khoa học đầu tiên năm 1753. Phạm vi phân bố bản địa của nó từ nam châu Âu đến Tây Á, nhưng nó cũng được trồng ở nhiều nơi khác và trở thành thành phần tự nhiên của nhiều nước.
Allium ampeloprasum được xem là bản địa của tất cả các quốc gia nằm ven biển Đen, Adriatic, và Địa Trung Hải từ Bồ Đào Nha qua Ai Cập đến Romania. Ở Nga và Ukraine, nó được xem là loài xâm hại trừ Crimea là nơi bản địa của nó. Nó cũng là loại bản địa của Ethiopia, Uzbekistan, Iran và Iraq. Nó được xem là tự nhiên hóa ở UK, Ireland, cộng hòa Czech, Các quốc gia Baltic, Belarus, Azores, Madeira, quần đảo Canary, Armenia, Azerbaijan, Pakistan, Trung Quốc, Australia (tất cả các bang trừ Queensland và Tasmania), Mexico, cộng hòa Dominica, Puerto Rico, Haiti, Hoa Kỳ (đông nam bao gồm California, tiểu bang New York, Ohio và Illinois), Galápagos, và Argentina.

## Hình ảnh

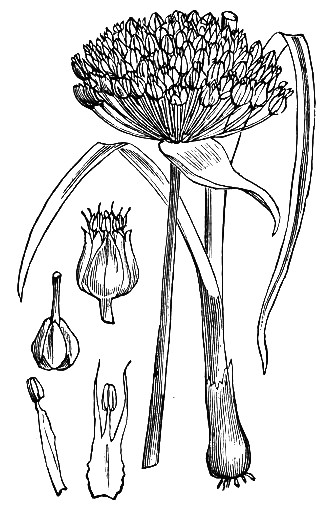
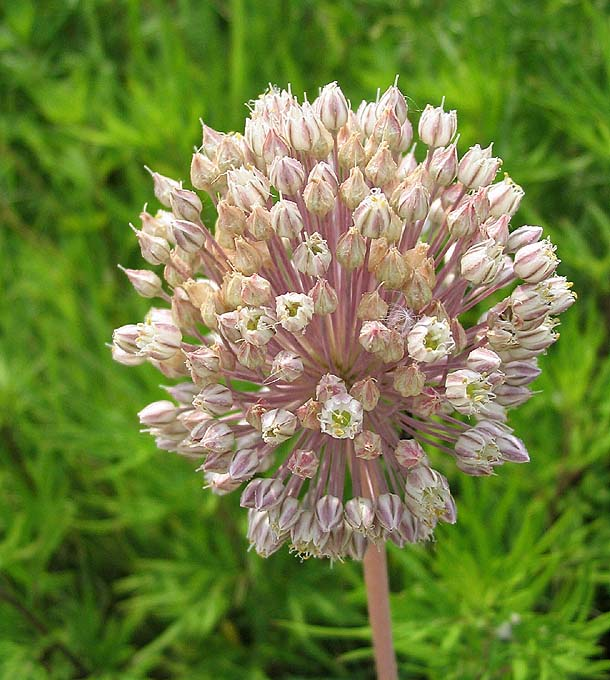
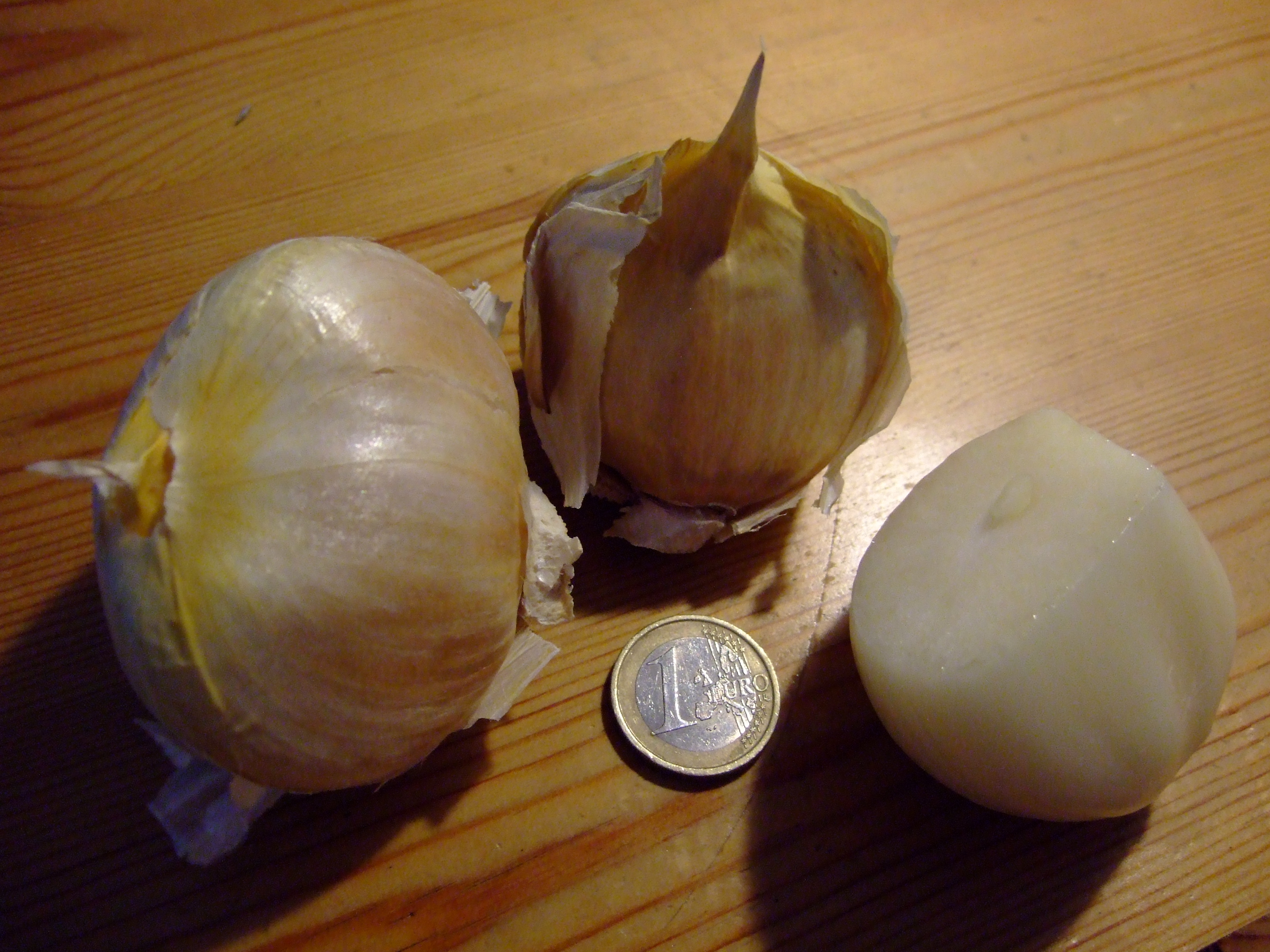
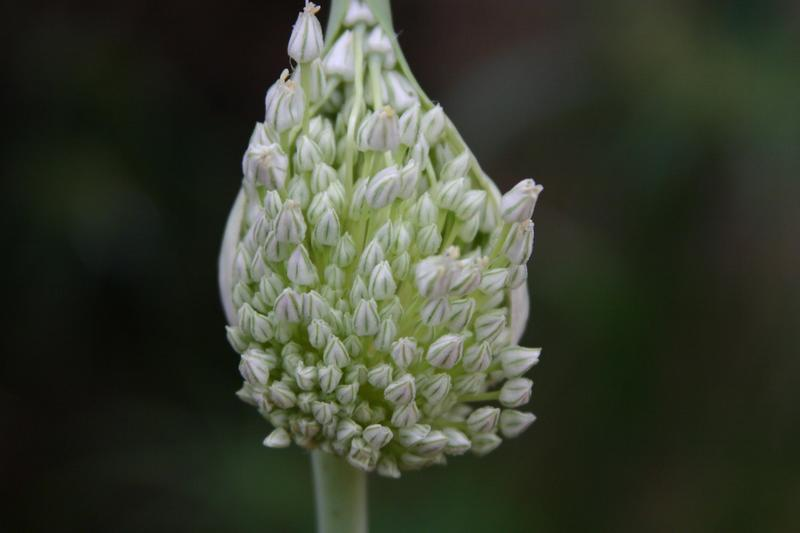
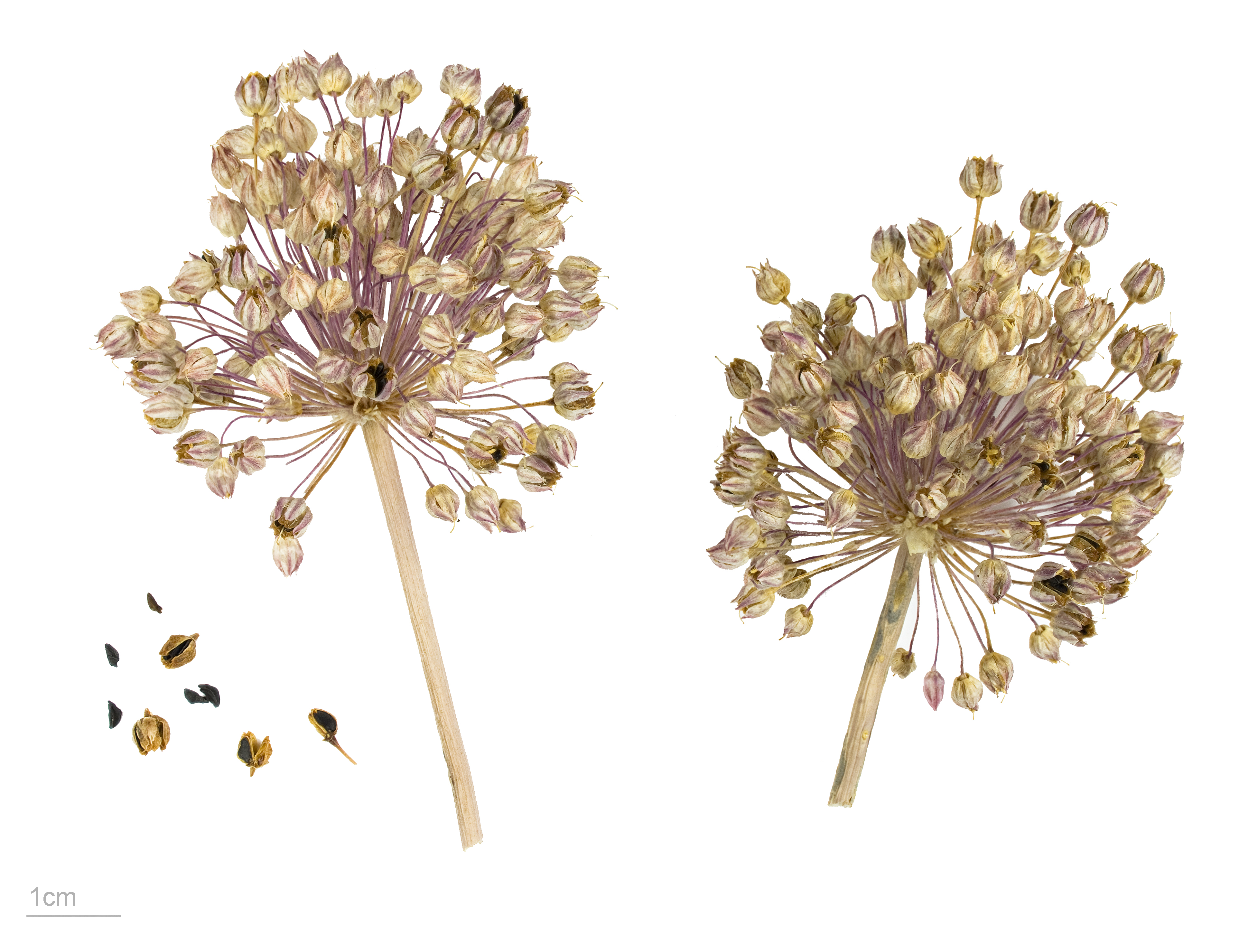
Allium ampeloprasum - Museum specimen